# (63) Ausònia
(63) Ausònia (designació provisional 1947 NA, 1948 WT i A861 CA) és un asteroide que forma part del cinturó d'asteroides descobert per Annibale de Gasparis el 10 de febrer de 1861 des de l'Observatori Astronòmic de Capodimonte (Nàpols, Itàlia). El seu epònim és Ausònia. Segons les dades de la corba lluminosa, se li suposa un petit satèl·lit. És un asteroide gran del cinturó principal. El nom d'Ausònia és un nom alternatiu d'Itàlia.